# Christuskirche (Kaiserslautern)
Die Christuskirche ist eine protestantische Pfarrkirche in Kaiserslautern. Sie steht als Einzeldenkmal unter Denkmalschutz.

## Geschichte
Die Kirche wurde in den Jahren 1957–1958 nach Entwürfen von Hansgeorg Fiebiger im Wohngebiet Grübentälchen im Osten der Stadt Kaiserslautern errichtet, nachdem die Lutherkirche für die auf über 7.500 Mitglieder angestiegene Kirchengemeinde zu klein geworden war.
Im Jahr 1982 ersetzte man die Danziger Glasscheiben durch eine Doppelverglasung und sanierte den Turm. 1994 wurden die Fenster der Unterkirche vergrößert und ein behindertengerechter Eingang geschaffen. 2011 wurde die Kirche außen renoviert, da Teile des Betons witterungsbedingt in schlechtem Zustand waren.

## Architektur
Das nach Südwesten ausgerichtete Bauwerk wurde in Stahlbetonskelettbauweise über einem parabelförmigen Grundriss errichtet. Die offene Seite wurde mit einer leicht gestuften und geschwungenen Wand geschlossen, in der der Haupteingang zur Kirche sitzt. Die Seitenwände sind in den oberen Zwei Dritteln durch gerasterte Fenster großflächig durchbrochen. Die äußeren Kalksandsteinwände sind verputzt. Ein weit auskragendes Gesims grenzt den Baukörper oben vom flachen Dach ab. Die Längsachse des Schiffes verläuft von Südwesten nach Nordosten und misst 28,6 Meter. Die größte Breite beträgt 22,9 Meter. Die lichte Höhe umfasst am höchsten Punkt des Saales 11,3 Meter.
Auf der Westseite wurde eine eingeschossige Sakristei über einem trapezförmigen Grundriss mit geschwungener Außenwand angebaut. Hier befindet sich auch das Treppenhaus zum Untergeschoss, in dem Gemeinderäume untergebracht wurden. Auf der Ostseite verbindet eine Treppe das Kirchengebäude mit dem als Campanile erbauten Glockenturm, dessen Außenwände leicht konkav geschwungen sind.
Das helle Innere ist schlicht gehalten und wird von den großen Fenstern und blanken Ziegelwänden bestimmt. Man betritt den Saal über einen kleineren Vorraum. Der Eingangsbereich wird von einer nierenförmig geschwungenen Orgelempore auf vier schmalen Rundsäulen überdacht. Die konzentrisch angeordneten Kirchenbänke sind um den viertelkreisförmigen Altarraum angeordnet, in dessen Rückwand akzentuiert eingesetzte Backsteine kreuzförmige Ornamentik bilden.

## Ausstattung
Die Orgel und wurde erst 1967–1968 von der Manufacture d’Orgues Muhleisen in der Christuskirche errichtet. Sie besteht aus 1600 Pfeifen und wurde 2007 generalüberholt.